# Metaltella tigrina
Metaltella tigrina là một loài nhện trong họ Amphinectidae. Loài này phân bố ở Argentinië.